# 阿特克县

所在位置

阿特克县(乌尔都语: ضلع اٹک)，巴基斯坦旁遮普省的一个县，位于该省西北部。县域总面积6,857 km2，总人口约158万（2008年）。首府位于阿特克。

## 行政区划
阿特克县包含6个乡。